# Balance of Power (jeu vidéo)
Pour les articles homonymes, voir Balance of Power.
Balance of Power est un jeu vidéo de simulation géopolitique développé par Chris Crawford et publié par Mindscape en 1985 sur Macintosh et Apple II. Il est par la suite porté sur DOS, Windows, Amiga, Atari ST et MSX2. Il s’agit d’une simulation géopolitique reproduisant la Guerre froide. Le joueur incarne au choix le président des États-Unis ou le secrétaire général du Parti communiste de l'Union soviétique. Dans un système de jeu de stratégie au tour par tour, il dirige son pays pendant huit ans. L’objectif est de maximiser le prestige de son camp tout en évitant une guerre nucléaire.

## Système de jeu
Balance of Power est une simulation géopolitique de la guerre froide qui permet au joueur de commander les États-Unis ou l'URSS et d'affronter un autre joueur ou l'ordinateur dans un des quatre niveaux de difficulté proposé. Le jeu se déroule sur un planisphère représentant chaque pays du monde. Il se déroule en huit tours de jeu qui correspondent à huit années entre 1987 et 1995. L'objectif est d'ammasser des points de prestige tout en évitant de déclencher une guerre nucléaire avec la superpuissance ennemie. Pour cela, le joueur réalise des actions dans les différents pays du monde afin de déstabiliser l'adversaire tout en évitant l'escalade pouvant conduire à un conflit atomique. Sur la carte, il peut  consulter l'état de ses relations avec les autres pays et, en cliquant sur ces derniers, il fait apparaître un menu qui lui permet de réaliser une action politique en échange d'un financement. Il peut ainsi fournir de l'aide économique ou militaires à un pays, aider des insurger, intervenir en faveur de rebelles, tenter de déstabiliser un pays ou lui mettre la pression sur le plan diplomatique.  Le nombre d'action que le joueur peut effectuer pendant un tour de jeu n'est limité que par le budget dont il dispose et c'est lui qui indique au programme qu'il a terminé son tour. En fonction de ces actions, la diplomatie adverse réagit de manière plus ou moins vigoureuse et le joueur en est informé en lisant les journaux et les notes officielles de la grande puissance adverse. Il peut alors choisir  de reculer en annulant une action en cours ou d'ignorer ces réactions. Dans le premier cas, le joueur perd des points de prestige. Dans le second, l'adversaire peut simplement dénoncer les pratiques du joueur, les ignorer ou ne rien céder, ce qui provoque l'escalade du conflit. En cas d'escalade, le joueur peut revoir le niveau d'alerte militaire de son pays, qui va de DEFCON 4 (la paix) à DEFCON 1 (la guerre nucléaire). Il peut également choisir de lâcher du lest en ne réagissant pas à une action offensive de son adversaire. En fonction du pays visé, les actions du joueur ou de son adversaire n'ont pas le même impact sur le conflit. Certains pays, comme la Libye pour l'URSS ou la Thaïlande pour les États-Unis, constituent en effet des pays particulièrement critique pour l'une des deux superpuissances et les pays de l’Extrême-Orient sont particulièrement sensibles. Le jeu est centré sur une forte bipolarité : une action donnée s’oppose nécessairement aux intérêts de l’autre nation, et le gain de prestige se fait aux dépens de la superpuissance opposée. Il s’agit d’un jeu à somme nulle,. Le prestige est fonction de l’amitié et du respect des autres pays, pondéré par leur puissance militaire.

## Développement
En mars 1984, Atari est dans une situation critique et, comme la plupart des employés de la société, Chris Crawford est licensié. Grâce à son indemnité de départ, il dispose alors de suffisamment d'argent pour vivre sans autres revenus pendant neuf mois, ce qui lui laisse suffisamment de temps pour développer un nouveau jeu. Il envisage au départ de programmer un nouveau jeu sur Atari compte tenu de son expérience avec cette plateforme et de sa popularité auprès des possesseurs de celle-ci. Il programme ainsi deux prototypes : Western Front, qui constitue une adaptation de Eastern Front a la libération de la France, et The Last of the Incas, qui couvre la tentative du dernier empereur Inca de fomenter une révolte contre l'envahisseur espagnol. Il abandonne rapidement sa première idée car il ne souhaite ni se contenter d'une simple adaptation, ni créer un nouveau wargame. Il juge sa seconde idée plus intéressante mais il décide finalement qu'il est temps de passer à autre chose et de développer un jeu sur une nouvelle plateforme. Trois options s'offrent alors à lui : l'IBM PC, le Macintosh ou l'Amiga.  Il élimine rapidement le premier qui, à l'époque, n'est pas encore très populaire auprès des joueurs et reste trop limité. Après un entretien chez Amiga, il se voit proposer un travail mais il décide finalement de choisir le Macintosh car il juge son potentiel supérieur. Il s'inscrit alors à l'Apple Developer program et commande le matériel nécessaire pour développer sur cette plateforme, c'est-à-dire un ordinateur Apple Lisa et un Macintosh. Pendant les deux mois d'attente pour recevoir ces derniers, il travaille sur le concept de son jeu et consulte de nombreux ouvrages de géopolitique dont notamment White House Years et Years of Upheaval, qui l'influence particulièrement dans la conception de son nouveau jeu.
Dans ses premières notes concernant le concept de ce nouveau jeu, qu'il écrit en avril 1984, il le baptise Arms Race et le décrit comme un jeu qui montre la manière dont les États-Unis et l'URSS se sont enfermés dans un dangereux équilibre de la terreur, dans lequel le joueur tente de prendre l'avantage sans déclencher l'apocalypse sur une période de 40 ans, entre 1960 et 2000. En parallèle de la conception, il prend le temps d'étudier le Macintosh et notamment d'identifier ses points forts et ses points faibles. Compte tenu de son affichage en noir et blanc, il estime que les jeux sur Macintosh doivent être plus « cérébrales » et qu'ils s'adressent à un public plus sérieux et mature. Il pense également que son nouveau système de contrôle, la souris, n'est pas adapté à des jeux d'actions. En mai 1984, il entre dans les détails de la conception avec notamment le choix de son titre. Il hésite initialement entre plusieurs titres, comme Arms Race, Annihilation of Mankind, Stopping the Madness, Thwarting Armagedodon, Man's Last Decade, The Extension of Policy, Words vs. Bombs ou Policy, mais il opte finalement pour le titre Balance of Power que lui propose le CEO de Mindscape lors de leur premier entretien. Pour concevoir la carte du jeu, il s'inspire de deux ouvrages, The State of the World Atlas et The War Atlas, qui ont l'avantage de présenter des cartes avec de nombreuses indications sur les différents pays, comme leurs ventes d'armes. Il doit ensuite créer une version numérisée de cette carte adaptée à la définition de 512x342 du Macintosh. Pour cela, il utilise une carte du monde qu’il place sur le sol, qu’il recouvre d’un papier quadrillé transparent sur lequel il trace les pourtours des pays en suivant les lignes du quadrillage. Sur un magnétophone, il enregistre ensuite sa description  des frontières de chaque pays, en partant d’une coordonnée puis en précisant les directions à suivre pour en tracer le contour. Avec les touches directionnelles du clavier, il trace ensuite les contours de chaque pays sur l’ordinateur en suivant les instructions enregistrées sur son magnétophone. Au total, la réalisation de la carte lui prendre une semaine de travail. Une fois la carte créée et les informations pour chaque pays entrées dans l’ordinateur, il doit enfin régler un problème lié à la quantité de mémoire vive disponible sur le Macintosh. En effet, si celui-ci est équipé de 128kb de RAM, soit deux fois plus que la plupart des ordinateurs de l’époque, cela n’est pas suffisant pour stocker la grande quantité d’informations caractérisant les nombreux pays du jeu.

## Publication
Lorsque Chris Crawford commence le développement de Balance of Power en mars 1984, il n’a pas encore le soutien d’un éditeur pour le faire publier. À cause du krach du jeu vidéo de 1983, les éditeurs de jeux vidéo sont, à l’époque, de plus en plus rare et aucun ne souhaite prendre le risque de publier Balance of Power. En janvier 1985, après plusieurs mois de recherche et alors qu’il arrive au bout de ses économies, la société Random House accepte finalement d’éditer son jeu. Après avoir signé un contrat, il obtient une avance et l’éditeur lui assigne un producteur mais ses relations avec ce dernier se révèlent très mauvaises et, trois mois après la signature du contrat, Random House décide finalement d’abandonner le projet. Sa situation financière est alors critique. Le projet est cependant sauvé par un article consacré au jeu, écrit par un de ses amis dans le magazine InfoWorld. À la suite de sa publication, il est en effet contacté par un nouvel éditeur basé à Chicago, Mindscape, qui accepte de publier Balance of Power. Le jeu sort ainsi en septembre 1985 et attire rapidement l’attention de la presse spécialisée, grâce notamment à un article de David L. Aaron dans le The New York Times Magazine.

## Accueil

### Critiques
Balance of Power reçoit des critiques positives. Dans une critique publiée en 1985, The New York Times Magazine laisse la parole à un ancien assistant au Conseiller à la sécurité nationale. Celui-ci estime que le jeu est « la simulation stratégique la plus sophistiquée existant en Amérique, en dehors des wargames du Pentagone ».

### Ventes
Balance of Power est un succès commercial avec au total plus de 250 000 copies vendues. Il génère ainsi pour dix millions de dollars de revenus, à une époque le marché des jeux vidéo ne pèse que 500 millions de dollars, et permet à son auteur d’obtenir d’importantes royalties.

## Postérité
Après Balance of Power, Chris Crawford commence à travailler sur un nouveau jeu, Trust and Betrayal: The Legacy of Siboot, qui est publié par Mindscape en 1985. Celui-ci ne rencontre cependant pas le succès de son prédécesseur et, désappointé, l’éditeur pousse Chris Crawford à développer une suite de Balance of Power. Estimant qu’il leur doit bien ça après l’échec de Siboot, il développe donc sur une suite qui est publiée en 1989 sous le titre de Balance of Power: The 1990 Edition sur Apple II, Macintosh, Amiga, Atari ST et Windows.

### Médias externes
- [image] Face et dos de la pochette